# Латаса, Хуанми
Хуан Мигель «Хуанми» Латаса Фернандес де Лайос (исп. Juan Miguel "Juanmi" Latasa Fernández de Layos; 23 марта 2001, Мадрид, Испания) — испанский футболист, нападающий клуба «Реал Вальядолид».

## Клубная карьера
Латаса — воспитанник клуба «Реал Мадрид». 5 февраля 2022 года провёл первую тренировку со взрослым составом. За основную команду «мадридцев» дебютировал 15 мая 2022 в матче чемпионата Испании против «Кадиса».

## Карьера в сборной
За сборную Испании до 20 лет дебютировал 30 июля 2019 года в товарищеском матче против сверстников из России.

## Достижения
«Реал Мадрид»
- Чемпион Испании: 2021/22